# Androsace septentrionalis
Androsace du Nord, Androsace septentrionale
Espèce
Androsace septentrionalis, l’Androsace du Nord ou l’Androsace septentrionale, est une espèce de plantes à fleurs de la famille des Primulacées.

## Description
C'est une plante annuelle.

## Répartition
On trouve l'espèce en Amérique du Nord (Canada, États-Unis et Mexique), au Groenland, et dans l'écozone paléarctique (Asie et Europe).

## Statut de protection
En France, l'espèce est protégée en région Provence-Alpes-Côte d'Azur.
En Suisse, elle est sur la liste rouge des plantes.